# Mirnesa und Mirneta Bećirović
Mirnesa Bećirović und Mirneta Bećirović (* 1. November 1991 in Zvornik) sind österreichische Jiu-Jitsuka.

## Leben
Die beiden eineiigen Zwillingsschwestern wurden in Bosnien geboren, zogen aber im Alter von acht Monaten mit ihren Eltern wegen des Bosnienkriegs nach Pressbaum in Niederösterreich.
Sie begannen mit sechs Jahren Jiu-Jitsu im lokalen Verein Jiu Jitsu Goshindo Verein Pressbaum zu trainieren, wo Robert Horak von Beginn an ihr Trainer war.
Die Zwillinge machten zusammen die Polizei-Ausbildung und verrichteten ihren Dienst im Bezirk Mödling.

## Sportliche Erfolge
2022 – nach dem zehnten Weltmeistertitel – beendeten die Bećirović Zwillinge ihre aktive Wettkampf-Karriere, nachdem sie im Jiu Jitsu Duo bei Großveranstaltungen seit 2012 ungeschlagen waren.
| Weltmeisterschaft | Weltmeisterschaft | Europameisterschaft | Europameisterschaft | World Games | World Games |
| ----------------- | ----------------- | ------------------- | ------------------- | ----------- | ----------- |
| Gold              | 2012              | Gold                | 2013                | Gold        | 2013        |
| Gold              | 2013              | Gold                | 2015                | Gold        | 2017        |
| Gold              | 2014              | Gold                | 2017                |             |             |
| Gold              | 2015              | Gold                | 2018                |             |             |
| Gold              | 2016              | Gold                | 2019                |             |             |
| Gold              | 2017              |                     |                     |             |             |
| Gold              | 2018              |                     |                     |             |             |
| Gold              | 2019              |                     |                     |             |             |
| Gold              | 2021              |                     |                     |             |             |
| Gold              | 2022              |                     |                     |             |             |